# Martina Koederitz
Martina Koederitz (* 20. Februar 1964 in Sindelfingen) ist eine deutsche Managerin. Von 2011 bis 2018 war sie Vorsitzende der Geschäftsführung von IBM Deutschland. Ab 2013 leitete sie zudem die IBM-Regionalgesellschaft für Deutschland, Österreich und Schweiz. Ab Januar 2018 war sie als IBM Global Industry Managing Director weltweit für die Automobil- und Industriebranche zuständig. Seit 2021 ist sie freiberuflich tätig.

## Werdegang
Koederitz ist Diplom-Betriebswirtin (BA). Sie begann ihre Karriere bei IBM 1987 als Systemberaterin. 1998 wurde sie zur Managerin im Vertrieb für Finanzdienstleister ernannt. Ab 1999 leitete sie die IBM-Vertriebsorganisation für den genossenschaftlichen Finanzverbund. 2003 wurde sie Vice President für den Vertrieb der zSeries-Großrechner bei IBM EMEA und 2006 in Deutschland. Danach war sie Client Advocacy Executive im Büro des IBM CEOs Sam Palmisano in Armonk in den USA. Anschließend wurde sie Vice President für die IBM Systems and Technology Group in Deutschland, leitete dann das IBM-Geschäft für den Mittelstand und verantwortete schließlich als Mitglied der Geschäftsführung seit Oktober 2010 den gesamten Vertriebsbereich von IBM Deutschland. Im Mai 2011 wurde sie als Nachfolgerin von Martin Jetter an die Spitze von IBM Deutschland berufen. Seit April 2013 war sie zudem General Manager IBM Deutschland, Österreich und Schweiz (DACH). Sie wurde zum 1. Januar 2018 zum IBM Global Industry Managing Director berufen. Ihre Nachfolge trat am 1. Januar 2018 der heutige Techem-Chef Matthias Hartmann an.
Im Jahr 2015 wurde Martina Köderitz von Mestemacher zur Managerin des Jahres 2015 gewählt.
Seit 2016 ist Koederitz Mitglied des Aufsichtsrats von RWE. Außerdem gehört sie den Aufsichtsräten der BWI GmbH, Innogy und der Bundesdruckerei Gruppe GmbH an.
Die Fachzeitschrift Computerwoche führte Koederitz 2011 bei der Benennung der Top 100 der bedeutendsten Persönlichkeiten der deutschen ITK-Landschaft auf Platz fünf.